# Buenavista (Guimaras)
Buenavista é um município de  primeira classe de renda municipal (d) na província Guimaras, nas Filipinas. De acordo com o censo de 1 de maio  de  2020 possui uma população de 52 899 pessoas e 13 730 domicílios.